# Aggregat
Aggregat è una famiglia di razzi sviluppati dall'ingegnere tedesco Wernher von Braun e dal suo gruppo di lavoro per la Germania nazista tra il 1933 ed il 1945. Indicati con la lettera A seguita da un numero progressivo (da 1 a 12), rimasero in gran parte sulla carta.
Particolarmente famoso è l'A4, che entrò effettivamente in servizio con il nome di V2.
Le versioni più evolute prevedevano razzi pilotati e missili balistici in grado di raggiungere gli Stati Uniti continentali, ma non furono mai costruiti.

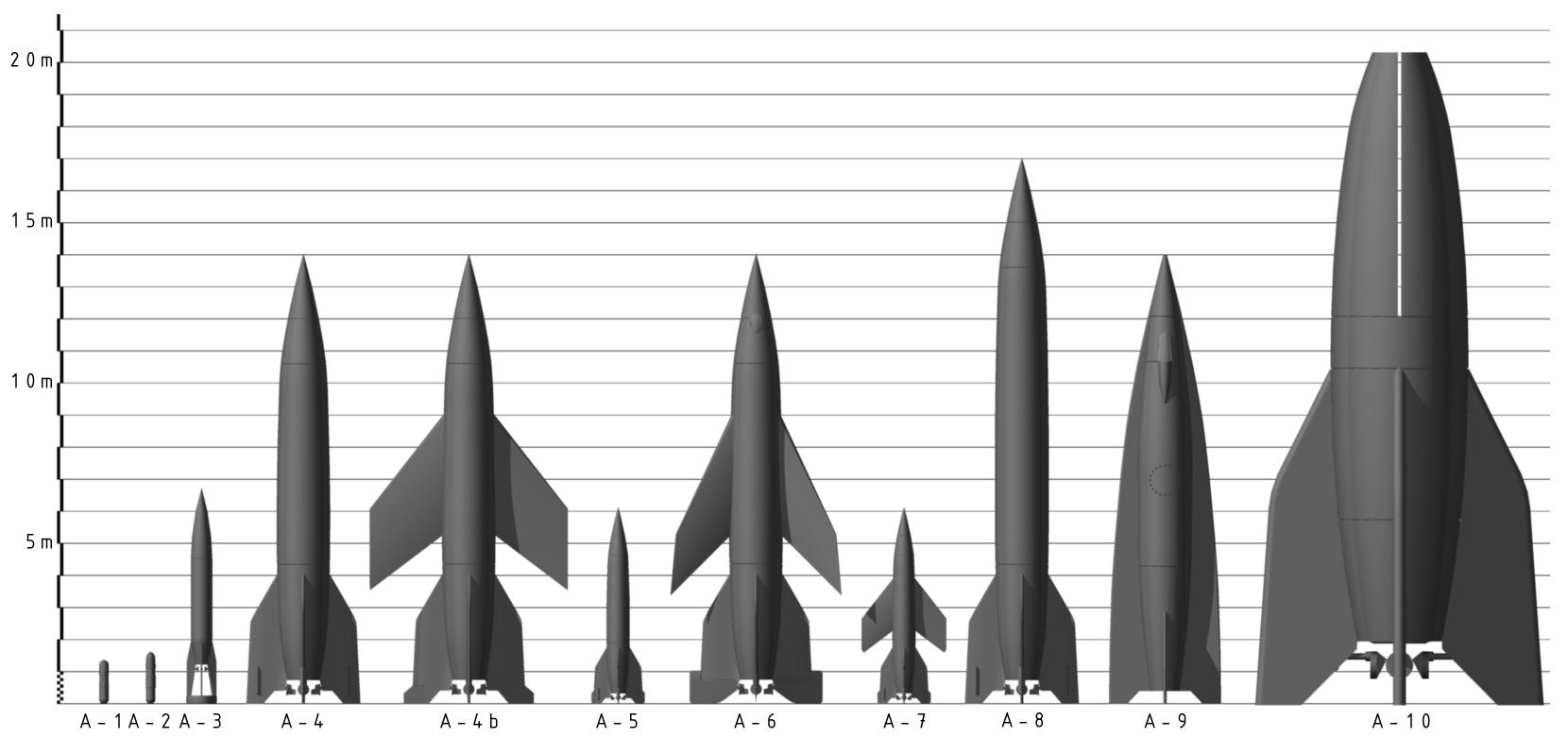
Comparazione dei vari modelli della famiglia Aggregat

## A1
Il razzo A1 fu il primo della serie Aggregat. Venne progettato nel 1933 da Wernher von Braun nell'ambito di un programma di ricerca della Wehrmacht presso Kummersdorf, sotto la guida di Walter Dornberger. Dal punto di vista tecnico, questo razzo era lungo 1,4 m, con un diametro di 0,3. Il peso al lancio era di 150 kg, di cui 40 costituiti dal propellente: una miscela di ossigeno liquido ed alcool (75%). Il motore avrebbe dovuto garantire un funzionamento di 16 secondi. Tuttavia, questo razzo si dimostrò instabile (un esemplare esplose durante le prove), e non furono mai effettuati lanci.
Di conseguenza il progetto non ebbe seguito, ma costituì la base del più perfezionato A2.

## A2

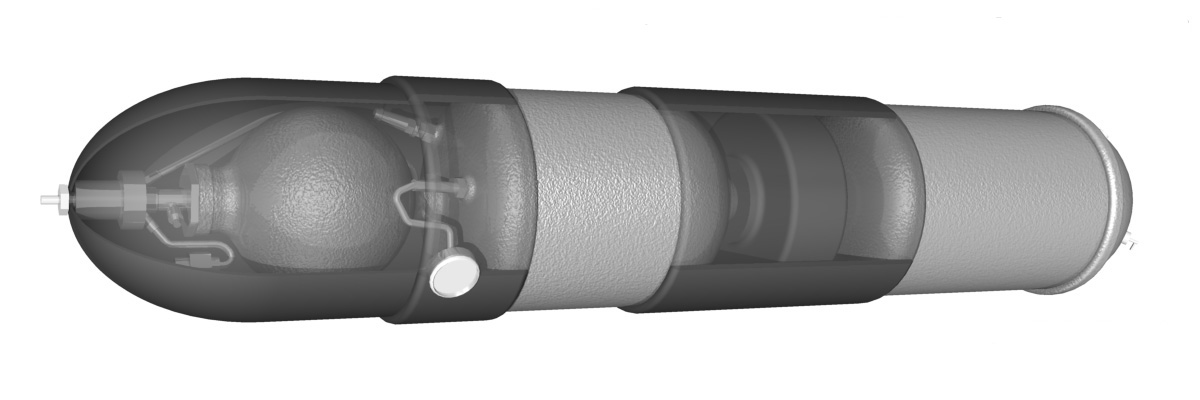
Il razzo Aggregat 2, il primo della serie a volare.

Il razzo A2 fu il primo banco prova volante di quel programma che avrebbe poi portato alla V2. Complessivamente, ne furono lanciati due, entrambi nel 1934 (19 e 20 dicembre), che furono chiamati, rispettivamente, con i nomi in codice di Max e Moritz. Si trattava di un sistema piuttosto piccolo, poco più lungo dell'A1 (1,61 m di lunghezza e 0,31 di diametro). Il peso al lancio era di 107 kg, di cui 35 di propellente (la medesima miscela di LOX-alcool dell'A1). Il razzo si dimostrò in grado di raggiungere una quota di 3,5 km.

## A3
L'A3 costituì il primo razzo di grandi dimensioni realizzato da von Braun e dal suo gruppo di lavoro.
Dal punto di vista tecnico, si trattava di un sistema lungo 6,74 m, con un diametro di 0,67 ed una larghezza di 0,93. Il peso al lancio era di 740 kg, ed il motore era alimentato dalla solita miscela LOX-alcool, con un tempo di funzionamento di 45 secondi. Inoltre, all'interno dei serbatoi di ossigeno liquido, ne era stato montato uno contenente azoto liquido: questo veniva riscaldato elettricamente, producendo in tal modo azoto allo stato gassoso per la pressurizzazione del propellente. Questo razzo, inoltre, era equipaggiato con un sistema di guida costituito da tre giroscopi e due accelerometri. Completava l'equipaggiamento una piccola videocamera posta sul muso del missile.
L'A3, tuttavia, costituì un completo fallimento, visto che non riuscì neanche uno dei quattro i lanci di prova (effettuati tra il 4 e l'11 dicembre 1937). Di conseguenza, quello che avrebbe dovuto costituire un modello in scala ridotta del definitivo e più potente A4 (la futura V2), dovette essere totalmente riprogettato: il risultato fu l'A5.

## A4

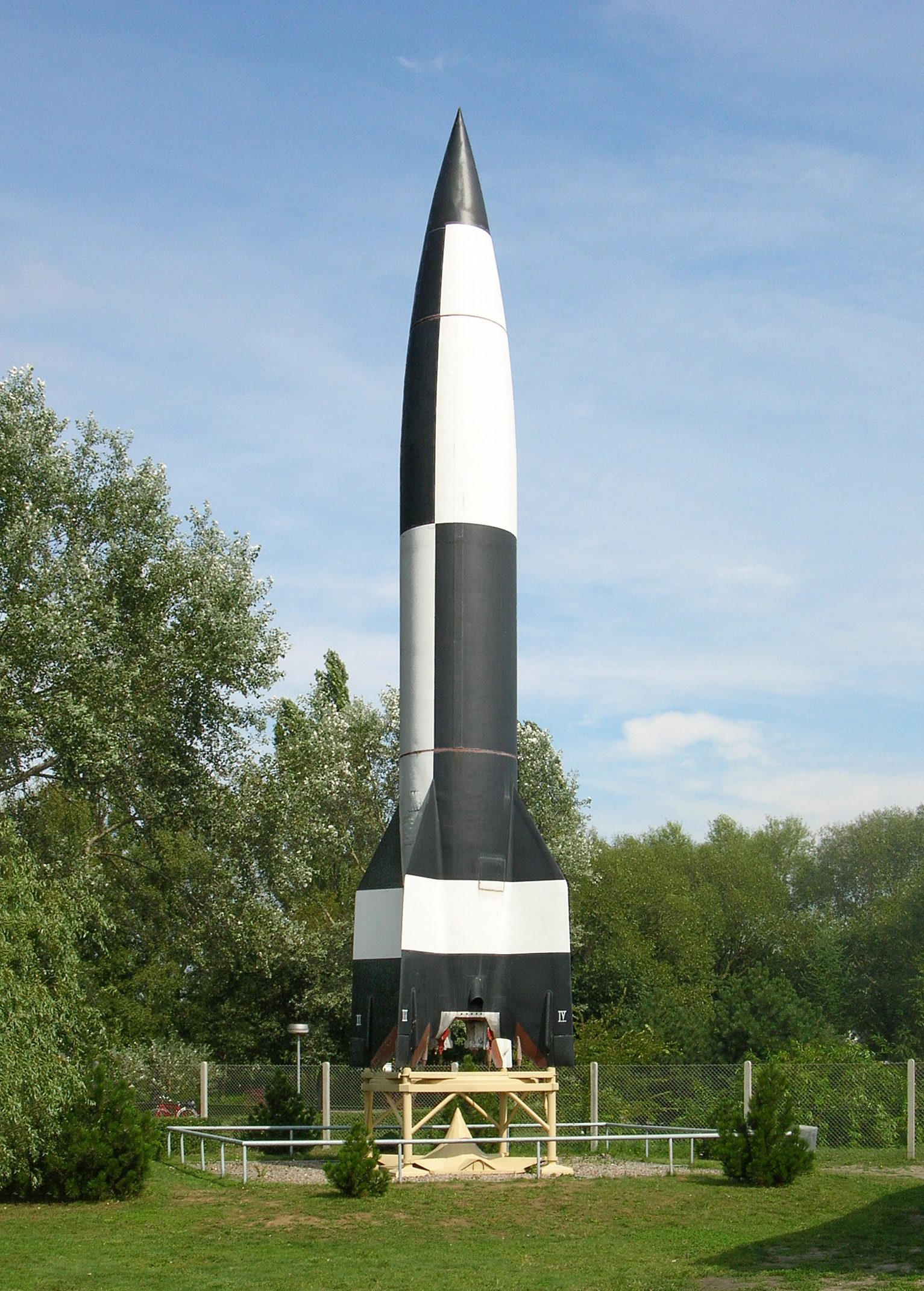
Un razzo Aggregat 4, meglio conosciuto con il nome propagandistico di V2.

L'A4 fu il primo razzo a propellente liquido ad entrare in servizio operativo. Meglio conosciuto con il nome propagandistico di V2 (Vergeltungswaffe 2, ovvero arma di rappresaglia 2), fu costruito in circa 6.000 esemplari, e costituì la base per i programmi missilistici statunitense, sovietico e francese.
Lo sviluppo, in pratica, fu avviato da von Braun nei primi anni trenta, e vennero realizzati un gran numero di banchi prova volanti e dimostratori di tecnologie (A1, A2, A3 ed A5). Il primo lancio fu effettuato il 23 marzo 1942 presso il sito di Peenemünde, con l'ingresso in servizio effettivo a partire dal 1944.
Dal punto di vista tecnico, si trattava di un razzo a propellente liquido pesante al lancio 12.805 kg, con una lunghezza di 14 m ed un diametro di 1,65. La gittata massima raggiungeva i 320/360 km, con un'altitudine di 200 se lanciato verticalmente. Oltre alla versione "classica", lanciabile da terra, ne furono proposte una per impiego da sommergibile (abbandonata per problemi tecnici nel 1944), una derivazione in funzione antiaerea (Wasserfall, effettivamente lanciata) ed una munita di ali con gittata maggiorata e possibilità di pilotaggio umano (A4b, lanciata in due esemplari, senza equipaggio).

## A5
L'A5 costituì un banco prova in scala ridotta di quella che sarebbe diventata la definitiva V2. Realizzato in sostituzione del fallimentare A3, presentava rispetto a questo diverse differenze, tra cui le forme aerodinamiche ed il sistema di controllo. L'impianto propulsivo invece era il medesimo.
In generale, si trattava di un sistema lungo 5,82 m, con un diametro di 0,78 ed un peso al lancio di 900 kg. Comunque, ne furono realizzate diverse varianti a fini sperimentali, che potevano essere lanciate tramite paracadute, oppure utilizzavano un sistema propulsivo del tipo monopropellente. I lanci furono effettuati tra il 1938 ed il 1942.

## A6
L'A6 era la designazione che diedero gli uomini di Von Braun al progetto di un missile pilotato da ricognizione fotografiche che fosse, per le sue caratteristiche in termini di prestazioni, praticamente invulnerabile.
Dal punto di vista tecnico, lo studio, portato avanti nel 1943, si basava su una versione del banco-prova A5 con il sistema propulsivo costituito da uno statoreattore. In dettaglio, il progetto prevedeva un razzo con pilota umano lungo 15,75 m, con un diametro di 6,33, che avrebbe dovuto essere lanciato verticalmente. Dopo il lancio, era previsto il raggiungimento di una quota massima di 95 km, con il rientro in atmosfera con una velocità di planata supersonica. Successivamente, sarebbe avvenuta l'accensione del propulsore (il già citato statoreattore), che avrebbe dovuto mantenere una velocità di 2.900 km/h per 15-20 minuti. Per l'atterraggio, era previsto l'utilizzo di un paracadute oppure di un normale aeroporto.
In Germania, tale progetto venne presentato al ministero dell'aria tedesco (il Reichsluftfahrtministerium), che però, non avendo la necessità di un velivolo del genere, lo rifiutò. Nel dopoguerra, tuttavia, sia gli Stati Uniti sia l'Unione Sovietica utilizzarono una configurazione simile (anche se non pilotata) per la realizzazione dei missili da crociera con statoreattore SM-64 Navaho e Burya.

## A7
L'A7 avrebbe dovuto costituire un dimostratore di tecnologia in scala ridotta del razzo A9. Tuttavia, non venne mai costruito, ed i lavori vennero interrotti nel 1940. Comunque, si sarebbe dovuto trattare di un razzo lungo 5,91 m, con un diametro di 0,38 ed un peso di 1.000 kg.

## A8
L'A8 era il progetto relativo ad una versione allungata della V2, che avrebbe dovuto utilizzare propellenti stoccabili. Questo sistema venne sviluppato nel 1941, ma non venne mai iniziata la costruzione di un prototipo o un dimostratore. Tuttavia, nel dopoguerra, gli studi continuarono ad opera dei francesi, relativamente alla cosiddetta Super V-2: si trattava di un IRBM, poi cancellato perché troppo ambizioso, ma che costituì la base per i missili Veronique, Diamant e, alla lontana, per il vettore spaziale Ariane.

## A9

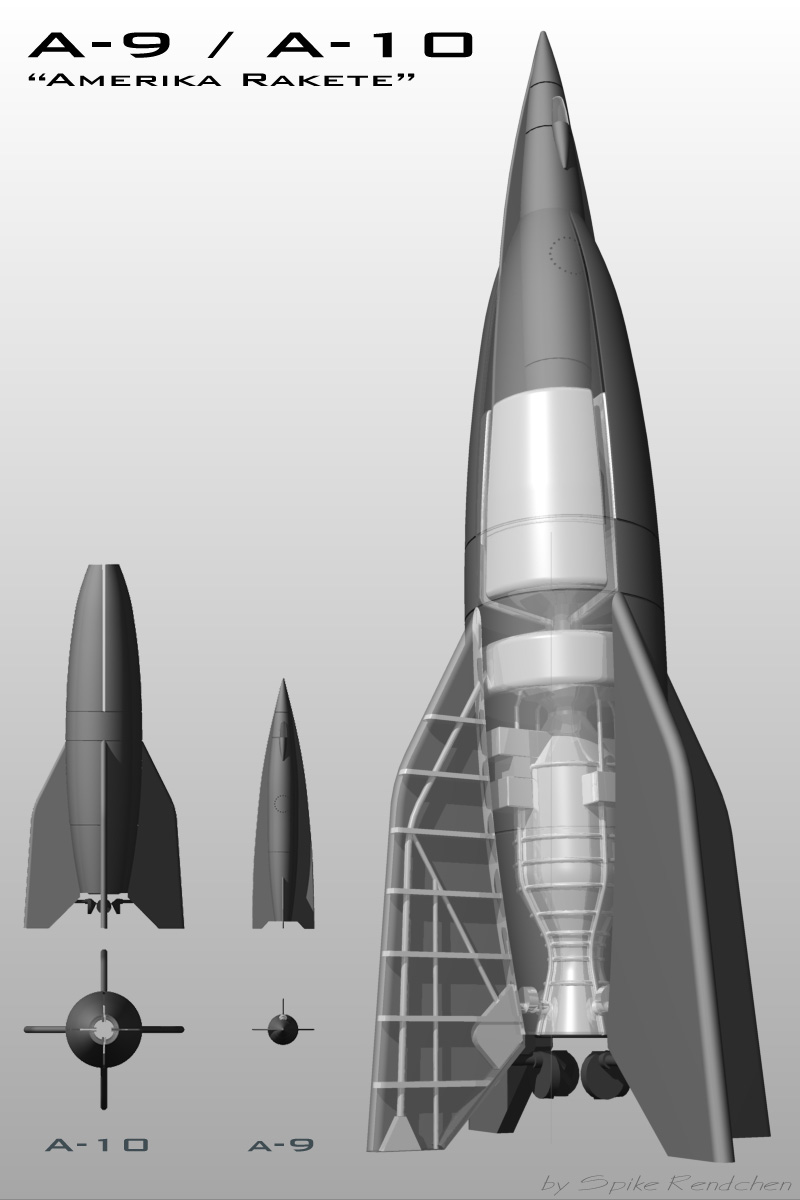
Raffigurazione dell'A9/A10 Amerika Rakete

L'A9 era il progetto relativo ad un aereo a razzo che venne portato avanti nel 1944. Si trattava, in pratica, di una versione con pilota umano e munita di ali della V2, il cui sviluppo venne però vietato dagli alti comandi. Nonostante questo, però Von Braun continuò a lavorare su questo progetto, che ricevette il nome in codice interno di A4b. Di questo velivolo volarono due esemplari.
Secondo le intenzioni dei progettisti, questo sistema avrebbe avuto un peso al lancio di 16.259 kg (di cui 1.000 di carico utile), con una lunghezza di 14,18 m ed un diametro di 3,2, e sarebbe stato in grado di trasportare il suo carico a 600 km di distanza 17 minuti dopo il lancio.
Un'altra variante dell'A9, senza equipaggio, venne sviluppata per essere utilizzata come secondo stadio sul missile balistico A9/A10.

## A9/A10
L'A9/A10 era il progetto relativo ad un missile balistico intercontinentale a due stadi, con una gittata stimata nell'ordine dei 5.000 km. Lo sviluppo di questo sistema d'arma venne avviato nel 1940, con la previsione di un primo volo nel 1946. Il progetto, tuttavia, venne bloccato per ordini superiori nel 1943, quando si decise di concentrare tutti gli sforzi sulla V2. Von Braun, comunque, continuò a lavorare al missile, in particolare al secondo stadio (A9), che fu testato con la denominazione di A4b. Alla fine del 1944, il progetto relativo al missile venne riesumato sotto il nome in codice di Projekt Amerika, ma non ci furono ulteriori progressi.
L'A9/A10 fu il primo progetto realizzabile relativo ad un missile balistico intercontinentale. Si sarebbe dovuto trattare di un bistadio, il primo dei quali (chiamato A10) costituito da un cluster di sei camere di combustione di una normale V2.
Secondo i progettisti, il missile avrebbe dovuto avere un'altezza complessiva di 41 m, con un diametro di 4,12 ed un peso al lancio di 85.300 kg (di cui 1.000 di carico bellico). La gittata, come detto in precedenza, avrebbe dovuto raggiungere i 5.000 km.

## A9/A10/A11
L'A9/A10/A11 era il progetto relativo ad un missile a tre stadi, in grado sia di lanciare un satellite artificiale da 500 kg in orbita terrestre bassa, sia di essere usato come missile balistico intercontinentale. Portato avanti nel 1944, si trattava dell'A9/A10 al quale avrebbe dovuto essere aggiunto uno stadio, l'A11, costituito da un cluster di sei motori dell'A10.
Come nell'A9/A10, l'A9 avrebbe dovuto essere munito di ali, in modo da poter essere utilizzato in missioni di bombardamento oppure recuperato successivamente.
L'altezza di questo missile avrebbe dovuto raggiungere i 41,5 m, con un diametro di 8,1 ed un peso al lancio di 586.000 kg. L'apogeo stimato era di 300 km.

## A9/A10/A11/A12
L'A9/A10/A11/A12 era il progetto relativo ad un vettore spaziale in grado di trasportare in orbita terrestre bassa un carico utile di 10.000 kg. Si sarebbe dovuto trattare di un velivolo a quattro stadi, di cui gli ultimi tre costituiti dal missile A9/A10/A11, ed il primo dall'A12. Quest'ultimo avrebbe dovuto essere costituito da un cluster di 50 motori A10.
Questo progetto venne portato avanti da von Braun tra il 1948 ed il 1952. Le ricostruzioni sono puramente ipotetiche, comunque avrebbe dovuto trattarsi di un razzo alto 70 metri e con un diametro massimo di 11, che pesava 4.100 t al lancio. Le prestazioni previste erano una capacità di trasporto di 10.000 kg a 300 km di quota.